# إسرافيل

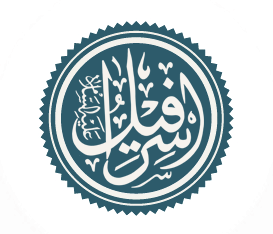
تخطيط اسم إسرافيل متبوعة بعبارة عليه السلام.

إِسْرَافِيْل هو أحد الملائكة المقربين من الله  وهو الموكل بالنفخ في الصور (بوق) يوم القيامة لإعلان قيام الساعة، قال القرطبي: «قال علماؤنا: والأمم مجمعون على أن الذي ينفخ في الصور إسرافيل »، وقال الحافظ ابن حجر: (تنبيه: اشتهر أن صاحب الصور إسرافيل عليه السلام، ونقل فيه الحليمي الإجماع). ولكن بعض العلماء يرون أنه لم يثبت حديث صحيح في أن إسرافيل هو من ينفخ في الصور.

## ما جاء عن إسرافيل
- تسميته بإسرافيل: قال أبو سلمة بن عبد الرحمن بن عوف سألت عائشة أم المؤمنين بأي شيء كان نبي الله ﷺ يفتتح صلاته إذا قام من الليل؟ قالت كان إذا قام من الليل افتتح صلاته اللهم رب جبرائيل وميكائيل و إسرافيل فاطر السماوات والأرض عالم الغيب والشهادة أنت تحكم بين عبادك فيما كانوا فيه يختلفون اهدني لما اختلف فيه من الحق بإذنك إنك تهدي من تشاء إلى صراط مستقيم.[3]

- صفته: قال محمد ﷺ: (إِنَّ طَرفَ صَاحِبِ الصُّوَرِ مُذْ وُكِّلَ بِهِ مُسْتَعِدٌّ، يَنْظُرُ نَحْوَ الْعَرْشِ، مَخَافَةَ أَنْ يُؤْمَرَ قَبْلَ أَنْ يَرْتَدَّ إِلَيْهِ طَرْفُهُ، كَأَنَّ عَيْنَيْهِ كَوْكَبَانِ دُرِّيَّانِ).[4]